# Arroyo Bequeló

Puente sobre el arroyo Bequeló en 1918.

El arroyo Bequeló es un curso de agua uruguayo que atraviesa el departamento de  Soriano perteneciente a la cuenca hidrográfica del Río de la Plata.
Nace en la Cuchilla del Bizcocho y desemboca en el río Negro tras recorrer alrededor de 39 km.